# Иван Момчилов (политик)
Вижте пояснителната страница за други личности с името Иван Момчилов.
Иван Христов Момчилов е български политически и обществен деец, участник в акцията по спасяването на българските евреи през 1943 г.

## Биография
Роден е в с. Соволяно, Кюстендилско. Завършва гимназия в Кюстендил (1906) и Юридическия факултет на Софийския университет.
Работи като адвокат в Кюстендил. Председател на Кюстендилското читалище „Братство“.
Участва като офицер в Балканската война (1912-13) и в Първата световна война (1915-18).
Народен представител от Кюстендил в XXIV Обикновено НС (1938-1940).
Участва в кюстендилската делегация, която на 8 март 1943 г. поставя началото на акцията по спасяването на българските евреи. Освен него в състава на делегацията, влизат още депутата Петър Михалев, търговеца Асен Суичмезов и учителя Владимир Куртев.
Председател на Адвокатския съвет на Кюстендилската адвокатска колегия (1934-1935 и 1937-1939).
През 1991 г. израелската комисия към Държавния институт „Яд Вашем“ го провъзгласява за „Праведник на света“..
Удостоен със званието „почетен гражданин на Кюстендил“ през 1997 г.